# Музей-квартира А. Д. Сахарова
Музей А. Д. Сахарова — музей-квартира, що розташований в Нижньому Новгороді на проспекті Гагаріна, 214 (мікрорайон Щербинки).
Музей відкрився в 1991 році у квартирі на першому поверсі, де вчений відбував 7 років політичної заслання (1980—1987 роки)

## Екскурсії по залах музею
Музей складається з двох частин:
- Меморіальна експозиція. Відтворюється обстановка та інтер'єр квартири Андрія Дмитровича Сахарова, в якій він провів сім років заслання під наглядом КДБ.

- Експозиційний зал. Тут розміщені матеріали про життя і діяльність вченого у період його роботи в Саровському федеральному ядерному центрі, демонструється фільм «Андрій Сахаров — засекречені роки». Щорічно 14 грудня, у день пам'яті Сахарова, експонується його посмертна маска.

## Просвітницька та культурно-масова діяльність музею
Співробітники музею розробили цикл тематичних бесід, лекцій на теми, які висвітлюють творчий шлях А. Д. Сахарова для учнів шкіл:
- «А. Д. Сахаров — батько радянської водневої бомби»
- «Горьковське заслання»
- «Зберегти людське в людині» — по роботі А. Д. Сахарова «Світ через півстоліття», «Меморандум Сахарова — пам'ятка про збереження життя на Землі».

Крім того, в музеї проходять:
- Науково-практична конференція «Сахаровські читання»
- Конкурс «Я і мої права» до Дня пам'яті А. Д. Сахарова.
- Конкурс теоретико-публіцистичних робіт «Вільнодумство: його минуле, сьогодення, майбутнє».